# Psophodes occidentalis
Psophodes occidentalis là một loài chim trong họ Psophodidae.